# Михайловка (Саратский район)
Миха́йловка (укр. Михайлівка) — село расположено на Украине в Саратском районе Одесской области.

## Общие сведения
Население по переписи 2020 года составляло 2013 человека. Почтовый индекс — 68252. Телефонный код — 4848. Занимает площадь 2,84 км². Код КОАТУУ — 5124582601.

### Местный совет
68252, Одесская обл., Саратский р-н, с. Михайловка, ул. Мира, 192

## Достопримечательности
Недалеко от села располагается Белолесское мезолитическое поселение. На главной улице расположен памятник героям Отечественной войны